# August Pettersson i Österhaninge
För den socialdemokratiska politikern, se August Wilhelm Pettersson.
August Theodor Pettersson, född 24 september 1853 i Botkyrka socken, död 23 december 1912 i Österhaninge, var en svensk kyrkoherde och riksdagsman.
Pettersson var kyrkoherde i Österhaninge i Strängnäs stift. Han var riksdagsledamot i andra kammaren för Södertörns domsagas valkrets 1891–1893 och 1897–1902 samt i första kammaren för Stockholms läns valkrets 1907–1910. I andra kammaren företrädde han nya lantmannapartiet (senare lantmannapartiet) och i första kammaren det protektionistiska partiet.